# Serie A1 2021-2022 (pallamano femminile)
La Serie A1 2021-2022 è stata la 53ª edizione della massima serie del campionato italiano di pallamano femminile. Il Brixen Südtirol ha vinto il campionato per l'ottava volta nella sua storia, 37 anni dopo l'ultima vittoria, dopo aver superato le campionesse uscenti del PDO Salerno nella finale scudetto.

## Stagione

### Avvenimenti
Il 12 giugno 2021 è stato pubblicato il vademecum ufficiale della FIGH per la stagione sportiva 2021-2022.
Il 10 luglio il Consiglio Federale ha ufficializzato le compagini iscritte al campionato. Dalla stagione 2020-2021 sono stati retrocessi il Cellini Padova, il Nuoro e il Cingoli, mentre dalla Serie A2 sono stati promossi lo Casalgrande e il Bruneck. Alle dieci squadre iscritte si sono aggiunte il Mezzocorona, che aveva perso la finale promozione di Serie A2, e il Cellini Padova, ripescato. Hanno rinunciato all'iscrizione l'Oderzo, finalista scudetto nella precedente edizione, e il neopromosso Bruneck.
Il 28 luglio è stato pubblicato il calendario, con inizio ufficiale della regular season l'11 settembre 2021 e con termine il 16 aprile 2022; non sono presenti turni infrasettimanali.

### Formula

#### Stagione regolare
Il campionato si svolge tra 12 squadre che si affrontarono con la formula del girone unico all'italiana con partite di andata e ritorno. Per ogni incontro i punti assegnati in classifica sono così determinati:
- due punti per la squadra che vince l'incontro;
- un punto per il pareggio;
- zero punti per la squadra che perde l'incontro.

Al termine della stagione regolare le prime quattro squadre classificate disputano i play-off per l'assegnazione dello scudetto, l'ultima classificata viene retrocessa direttamente in Serie A2, mentre le squadre classificate dall'8º all'11º posto disputano i play-out per decidere la seconda retrocessione.

#### Play-off scudetto
Le squadre classificate dal 1º al 4º posto in classifica al termine della stagione regolare partecipano ai play-off scudetto, che si disputano con la formula ad eliminazione diretta, con semifinali e finale al meglio di due gare su tre (la terza gara si disputa nel caso le prime due siano terminate con una vittoria per parte o con due pareggi, a prescindere dai risultati dei singoli incontri). La seconda e terza gara nelle semifinali e nella finale si disputano in casa della squadra meglio classificata al termine della fase regolare.

#### Play-out retrocessione
Le squadre classificate dall'8º all'11º posto in classifica al termine della fase regolare partecipano ai play-out retrocessione, che si disputano con la formula ad eliminazione diretta, con semifinali e finale al meglio di due gare su tre (la terza gara si disputa nel caso le prime due siano terminate con una vittoria per parte o con due pareggi, a prescindere dai risultati dei singoli incontri). La seconda e terza gara nelle semifinali e nella finale si disputano in casa della squadra meglio classificata al termine della fase regolare.

### Verdetti
Al termine del campionato vengono emessi i seguenti verdetti:
- Vincitrice dei play-off: è proclamata campione d'Italia ed acquisisce il diritto a partecipare alla EHF European League;
- Finalista dei play-off: acquisisce il diritto a partecipare alla EHF European Cup;
- 3ª classificata: acquisisce il diritto a partecipare alla EHF European Cup;
- Perdente dei play-out: retrocede in Serie A2.
- 12ª classificata: retrocede in Serie A2.

## Squadre partecipanti
| Squadra         | Città                | Palasport               | Stagione precedente               |
| --------------- | -------------------- | ----------------------- | --------------------------------- |
| Ariosto Ferrara | Ferrara              | Palaboschetto           | 7º posto in Serie A1              |
| Brixen Südtirol | Bressanone (BZ)      | Raiffeisen Arena        | 3º posto in Serie A1              |
| Casalgrande     | Casalgrande (RE)     | PalaKeope               | Vincitrice play-off               |
| Cassano Magnago | Cassano Magnago (VA) | PalaTacca               | 9º posto in Serie A1              |
| Cellini Padova  | Padova               | PalaFarfalle            | 11º posto in Serie A1             |
| Erice           | Erice (TP)           | PalaCardella            | 4º posto in Serie A1              |
| Guerriere Malo  | Malo (VI)            | PalaDeledda             | 8º posto in Serie A1              |
| Leno            | Leno (BS)            | Handball Arena          | 10º posto in Serie A1             |
| Mestrino        | Mestrino (PD)        | PalaLissaro             | 5º posto in Serie A1              |
| Mezzocorona     | Mezzocorona (TN)     | PalaFornai              | 2º posto nel girone B di Serie A2 |
| PDO Salerno     | Salerno              | PalaPalumbo             | Vincitrice della Serie A1         |
| Pontinia        | Pontinia (LT)        | Palaspot Marica Bianchi | 6º posto in Serie A1              |

## Classifica finale
Fonte: FIGH.
|  | Pos. | Squadra         | Pt | G  | V  | N | P  | GF  | GS  | DR   |
|  | ---- | --------------- | -- | -- | -- | - | -- | --- | --- | ---- |
|  | 1.   | Brixen Südtirol | 41 | 22 | 20 | 1 | 1  | 710 | 534 | +176 |
|  | 2.   | PDO Salerno     | 38 | 22 | 18 | 2 | 2  | 711 | 534 | +177 |
|  | 3.   | Mestrino        | 32 | 22 | 16 | 0 | 6  | 586 | 494 | +92  |
|  | 4.   | Pontinia        | 30 | 22 | 14 | 2 | 6  | 662 | 575 | +87  |
|  | 5.   | Ariosto Ferrara | 22 | 22 | 10 | 2 | 10 | 683 | 646 | +37  |
|  | 6.   | Erice           | 22 | 22 | 9  | 4 | 9  | 547 | 550 | -3   |
|  | 7.   | Casalgrande     | 22 | 22 | 10 | 2 | 10 | 600 | 636 | -36  |
|  | 8.   | Cellini Padova  | 21 | 22 | 9  | 3 | 10 | 612 | 640 | -28  |
|  | 9.   | Cassano Magnago | 18 | 22 | 8  | 2 | 12 | 541 | 594 | -53  |
|  | 10.  | Guerriere Malo  | 7  | 22 | 3  | 1 | 18 | 474 | 611 | -137 |
|  | 11.  | Mezzocorona     | 6  | 22 | 3  | 0 | 19 | 573 | 706 | -133 |
|  | 12.  | Leno            | 5  | 22 | 2  | 1 | 19 | 517 | 696 | -179 |

Legenda:
      Qualificata ai play-off scudetto.
      Qualificata ai play-out.
      Retrocessa in Serie A2.

## Risultati
| Andata  | Andata | 1ª/12ª giornata         | Ritorno | Ritorno |
|         |        |                         |         |         |
| 11 set. | 5-0    | Malo - Erice            | 19-22   | 15 gen. |
| 11 set. | 27-28  | Ariosto - Brixen        | 29-34   | 27 feb. |
| 11 set. | 14-18  | C.Magnago - Casalgrande | 22-30   | 2 mar.  |
| 11 set. | 46-25  | Salerno - Mezzocorona   | 33-20   | 15 feb. |
| 11 set. | 22-23  | Padova - Pontinia       | 25-34   | 15 gen. |
| 11 set. | 19-33  | Leno - Mestrino         | 21-28   | 15 gen. |

| Andata  | Andata | 2ª/13ª giornata       | Ritorno | Ritorno |
|         |        |                       |         |         |
| 18 set. | 21-21  | Erice - Padova        | 29-30   | 22 gen. |
| 18 set. | 37-32  | Casalgrande - Ariosto | 25-25   | 8 feb.  |
| 18 set. | 21-20  | Mestrino - C.Magnago  | 21-20   | 22 gen. |
| 18 set. | 28-25  | Mezzocorona - Malo    | 27-28   | 22 gen. |
| 18 set. | 36-25  | Brixen - Leno         | 34-23   | 16 mar. |
| 18 set. | 30-30  | Pontinia - Salerno    | 26-27   | 2 mar.  |

| Andata  | Andata | 1ª/12ª giornata         | Ritorno | Ritorno |
|         |        |                         |         |         |
| 11 set. | 5-0    | Malo - Erice            | 19-22   | 15 gen. |
| 11 set. | 27-28  | Ariosto - Brixen        | 29-34   | 27 feb. |
| 11 set. | 14-18  | C.Magnago - Casalgrande | 22-30   | 2 mar.  |
| 11 set. | 46-25  | Salerno - Mezzocorona   | 33-20   | 15 feb. |
| 11 set. | 22-23  | Padova - Pontinia       | 25-34   | 15 gen. |
| 11 set. | 19-33  | Leno - Mestrino         | 21-28   | 15 gen. |

| Andata  | Andata | 2ª/13ª giornata       | Ritorno | Ritorno |
|         |        |                       |         |         |
| 18 set. | 21-21  | Erice - Padova        | 29-30   | 22 gen. |
| 18 set. | 37-32  | Casalgrande - Ariosto | 25-25   | 8 feb.  |
| 18 set. | 21-20  | Mestrino - C.Magnago  | 21-20   | 22 gen. |
| 18 set. | 28-25  | Mezzocorona - Malo    | 27-28   | 22 gen. |
| 18 set. | 36-25  | Brixen - Leno         | 34-23   | 16 mar. |
| 18 set. | 30-30  | Pontinia - Salerno    | 26-27   | 2 mar.  |

| Andata  | Andata | 3ª/14ª giornata       | Ritorno | Ritorno |
|         |        |                       |         |         |
| 25 set. | 23-27  | Mezzocorona - Erice   | 27-38   | 29 gen. |
| 25 set. | 21-28  | Malo - Pontinia       | 22-34   | 29 gen. |
| 25 set. | 31-18  | Salerno - Casalgrande | 38-37   | 29 gen. |
| 25 set. | 19-32  | C.Magnago - Brixen    | 19-28   | 23 feb. |
| 25 set. | 29-28  | Leno - Ariosto        | 29-42   | 29 gen. |
| 25 set. | 22-34  | Padova - Mestrino     | 26-31   | 23 feb. |

| Andata  | Andata | 4ª/15ª giornata        | Ritorno | Ritorno |
|         |        |                        |         |         |
| 29 set. | 26-36  | Ariosto - Salerno      | 30-22   | 19 feb. |
| 2 ott.  | 34-22  | Brixen - Padova        | 33-26   | 20 feb. |
| 16 ott. | 31-29  | Pontinia - Mezzocorona | 36-26   | 19 feb. |
| 16 ott. | 28-34  | Casalgrande - Erice    | 18-28   | 19 feb. |
| 16 ott. | 29-17  | Mestrino - Malo        | 26-20   | 19 feb. |
| 16 ott. | 22-35  | Leno - C.Magnago       | 34-36   | 19 feb. |

| Andata  | Andata | 3ª/14ª giornata       | Ritorno | Ritorno |
|         |        |                       |         |         |
| 25 set. | 23-27  | Mezzocorona - Erice   | 27-38   | 29 gen. |
| 25 set. | 21-28  | Malo - Pontinia       | 22-34   | 29 gen. |
| 25 set. | 31-18  | Salerno - Casalgrande | 38-37   | 29 gen. |
| 25 set. | 19-32  | C.Magnago - Brixen    | 19-28   | 23 feb. |
| 25 set. | 29-28  | Leno - Ariosto        | 29-42   | 29 gen. |
| 25 set. | 22-34  | Padova - Mestrino     | 26-31   | 23 feb. |

| Andata  | Andata | 4ª/15ª giornata        | Ritorno | Ritorno |
|         |        |                        |         |         |
| 29 set. | 26-36  | Ariosto - Salerno      | 30-22   | 19 feb. |
| 2 ott.  | 34-22  | Brixen - Padova        | 33-26   | 20 feb. |
| 16 ott. | 31-29  | Pontinia - Mezzocorona | 36-26   | 19 feb. |
| 16 ott. | 28-34  | Casalgrande - Erice    | 18-28   | 19 feb. |
| 16 ott. | 29-17  | Mestrino - Malo        | 26-20   | 19 feb. |
| 16 ott. | 22-35  | Leno - C.Magnago       | 34-36   | 19 feb. |

| Andata  | Andata | 5ª/16ª giornata      | Ritorno | Ritorno |
|         |        |                      |         |         |
| 23 ott. | 27-36  | Malo - Casalgrande   | 27-31   | 12 feb. |
| 23 ott. | 32-31  | C.Magnago - Ariosto  | 20-33   | 12 feb. |
| 23 ott. | 32-22  | Padova - Leno        | 32-24   | 12 feb. |
| 27 ott. | 23-23  | Erice - Pontinia     | 14-25   | 12 feb. |
| 2 nov.  | 19-39  | Mezzocorona - Brixen | 28-41   | 12 feb. |
| 3 nov.  | 30-24  | Salerno - Mestrino   | 26-27   | 12 feb. |

| Andata  | Andata | 6ª/17ª giornata           | Ritorno | Ritorno |
|         |        |                           |         |         |
| 30 ott. | 21-21  | Leno - Erice              | 22-38   | 12 mar. |
| 30 ott. | 23-31  | C.Magnago - Salerno       | 21-32   | 12 mar. |
| 30 ott. | 27-30  | Mezzocorona - Casalgrande | 29-30   | 12 mar. |
| 30 ott. | 21-22  | Pontinia - Mestrino       | 33-24   | 12 mar. |
| 30 ott. | 36-40  | Ariosto - Padova          | 31-30   | 12 mar. |
| 30 ott. | 34-19  | Brixen - Malo             | 39-26   | 12 mar. |

| Andata  | Andata | 5ª/16ª giornata      | Ritorno | Ritorno |
|         |        |                      |         |         |
| 23 ott. | 27-36  | Malo - Casalgrande   | 27-31   | 12 feb. |
| 23 ott. | 32-31  | C.Magnago - Ariosto  | 20-33   | 12 feb. |
| 23 ott. | 32-22  | Padova - Leno        | 32-24   | 12 feb. |
| 27 ott. | 23-23  | Erice - Pontinia     | 14-25   | 12 feb. |
| 2 nov.  | 19-39  | Mezzocorona - Brixen | 28-41   | 12 feb. |
| 3 nov.  | 30-24  | Salerno - Mestrino   | 26-27   | 12 feb. |

| Andata  | Andata | 6ª/17ª giornata           | Ritorno | Ritorno |
|         |        |                           |         |         |
| 30 ott. | 21-21  | Leno - Erice              | 22-38   | 12 mar. |
| 30 ott. | 23-31  | C.Magnago - Salerno       | 21-32   | 12 mar. |
| 30 ott. | 27-30  | Mezzocorona - Casalgrande | 29-30   | 12 mar. |
| 30 ott. | 21-22  | Pontinia - Mestrino       | 33-24   | 12 mar. |
| 30 ott. | 36-40  | Ariosto - Padova          | 31-30   | 12 mar. |
| 30 ott. | 34-19  | Brixen - Malo             | 39-26   | 12 mar. |

| Andata | Andata | 7ª/18ª giornata        | Ritorno | Ritorno |
|        |        |                        |         |         |
| 6 nov. | 23-28  | Erice - Brixen         | 30-33   | 19 mar. |
| 6 nov. | 35-24  | Salerno - Leno         | 31-21   | 19 mar. |
| 6 nov. | 23-29  | Malo - Ariosto         | 22-36   | 19 mar. |
| 6 nov. | 28-17  | Mestrino - Mezzocorona | 28-19   | 19 mar. |
| 6 nov. | 27-28  | Casalgrande - Pontinia | 32-37   | 19 mar. |
| 6 nov. | 28-21  | Padova - C.Magnago     | 29-29   | 19 mar. |

| Andata  | Andata | 8ª/19ª giornata       | Ritorno | Ritorno |
|         |        |                       |         |         |
| 13 nov. | 30-16  | Mestrino - Erice      | 27-28   | 26 mar. |
| 13 nov. | 26-26  | Brixen - Salerno      | 26-31   | 26 mar. |
| 13 nov. | 29-26  | C.Magnago - Pontinia  | 29-35   | 26 mar. |
| 13 nov. | 35-27  | Ariosto - Mezzocorona | 37-33   | 26 mar. |
| 13 nov. | 26-24  | Leno - Malo           | 17-28   | 26 mar. |
| 13 nov. | 25-31  | Padova - Casalgrande  | 31-31   | 26 mar. |

| Andata | Andata | 7ª/18ª giornata        | Ritorno | Ritorno |
|        |        |                        |         |         |
| 6 nov. | 23-28  | Erice - Brixen         | 30-33   | 19 mar. |
| 6 nov. | 35-24  | Salerno - Leno         | 31-21   | 19 mar. |
| 6 nov. | 23-29  | Malo - Ariosto         | 22-36   | 19 mar. |
| 6 nov. | 28-17  | Mestrino - Mezzocorona | 28-19   | 19 mar. |
| 6 nov. | 27-28  | Casalgrande - Pontinia | 32-37   | 19 mar. |
| 6 nov. | 28-21  | Padova - C.Magnago     | 29-29   | 19 mar. |

| Andata  | Andata | 8ª/19ª giornata       | Ritorno | Ritorno |
|         |        |                       |         |         |
| 13 nov. | 30-16  | Mestrino - Erice      | 27-28   | 26 mar. |
| 13 nov. | 26-26  | Brixen - Salerno      | 26-31   | 26 mar. |
| 13 nov. | 29-26  | C.Magnago - Pontinia  | 29-35   | 26 mar. |
| 13 nov. | 35-27  | Ariosto - Mezzocorona | 37-33   | 26 mar. |
| 13 nov. | 26-24  | Leno - Malo           | 17-28   | 26 mar. |
| 13 nov. | 25-31  | Padova - Casalgrande  | 31-31   | 26 mar. |

| Andata | Andata | 9ª/20ª giornata        | Ritorno | Ritorno |
|        |        |                        |         |         |
| 4 dic. | 28-30  | Pontinia - Brixen      | 26-29   | 2 apr.  |
| 4 dic. | 29-29  | Erice - Ariosto        | 30-25   | 2 apr.  |
| 4 dic. | 18-20  | Malo - C.Magnago       | 20-20   | 13 apr. |
| 4 dic. | 20-26  | Casalgrande - Mestrino | 17-33   | 2 apr.  |
| 4 dic. | 36-19  | Salerno - Padova       | 30-25   | 2 apr.  |
| 4 dic. | 30-25  | Mezzocorona - Leno     | 25-23   | 2 apr.  |

| Andata  | Andata | 10ª/21ª giornata     | Ritorno | Ritorno |
|         |        |                      |         |         |
| 11 dic. | 26-24  | C.Magnago - Erice    | 25-28   | 28 apr. |
| 11 dic. | 24-22  | Ariosto - Mestrino   | 27-28   | 9 apr.  |
| 11 dic. | 33-16  | Salerno - Malo       | 37-23   | 9 apr.  |
| 11 dic. | 20-30  | Leno - Pontinia      | 23-38   | 9 apr.  |
| 11 dic. | 38-22  | Brixen - Casalgrande | 37-22   | 9 apr.  |
| 11 dic. | 30-29  | Padova - Mezzocorona | 35-32   | 9 apr.  |

| Andata | Andata | 9ª/20ª giornata        | Ritorno | Ritorno |
|        |        |                        |         |         |
| 4 dic. | 28-30  | Pontinia - Brixen      | 26-29   | 2 apr.  |
| 4 dic. | 29-29  | Erice - Ariosto        | 30-25   | 2 apr.  |
| 4 dic. | 18-20  | Malo - C.Magnago       | 20-20   | 13 apr. |
| 4 dic. | 20-26  | Casalgrande - Mestrino | 17-33   | 2 apr.  |
| 4 dic. | 36-19  | Salerno - Padova       | 30-25   | 2 apr.  |
| 4 dic. | 30-25  | Mezzocorona - Leno     | 25-23   | 2 apr.  |

| Andata  | Andata | 10ª/21ª giornata     | Ritorno | Ritorno |
|         |        |                      |         |         |
| 11 dic. | 26-24  | C.Magnago - Erice    | 25-28   | 28 apr. |
| 11 dic. | 24-22  | Ariosto - Mestrino   | 27-28   | 9 apr.  |
| 11 dic. | 33-16  | Salerno - Malo       | 37-23   | 9 apr.  |
| 11 dic. | 20-30  | Leno - Pontinia      | 23-38   | 9 apr.  |
| 11 dic. | 38-22  | Brixen - Casalgrande | 37-22   | 9 apr.  |
| 11 dic. | 30-29  | Padova - Mezzocorona | 35-32   | 9 apr.  |

| \| Andata \| Andata \| 11ª/22ª giornata \| Ritorno \| Ritorno \| \| \| \| \| \| \| \| 18 dic. \| 34-30 \| Pontinia - Ariosto \| 36-41 \| 16 apr. \| \| 18 dic. \| 24-30 \| Malo - Padova \| 20-29 \| 16 apr. \| \| 18 dic. \| 22-31 \| Erice - Salerno \| 22-34 \| 16 apr. \| \| 18 dic. \| 32-22 \| Casalgrande - Leno \| 28-25 \| 16 apr. \| \| 18 dic. \| 22-24 \| Mestrino - Brixen \| 22-27 \| 16 apr. \| \| 18 dic. \| 26-30 \| Mezzocorona - C.Magnago \| 27-31 \| 16 apr. \| |        |                         |         |         |
| Andata | Andata | 11ª/22ª giornata        | Ritorno | Ritorno |
| |        |                         |         |         |
| 18 dic. | 34-30  | Pontinia - Ariosto      | 36-41   | 16 apr. |
| 18 dic. | 24-30  | Malo - Padova           | 20-29   | 16 apr. |
| 18 dic. | 22-31  | Erice - Salerno         | 22-34   | 16 apr. |
| 18 dic. | 32-22  | Casalgrande - Leno      | 28-25   | 16 apr. |
| 18 dic. | 22-24  | Mestrino - Brixen       | 22-27   | 16 apr. |
| 18 dic. | 26-30  | Mezzocorona - C.Magnago | 27-31   | 16 apr. |

| Andata  | Andata | 11ª/22ª giornata        | Ritorno | Ritorno |
|         |        |                         |         |         |
| 18 dic. | 34-30  | Pontinia - Ariosto      | 36-41   | 16 apr. |
| 18 dic. | 24-30  | Malo - Padova           | 20-29   | 16 apr. |
| 18 dic. | 22-31  | Erice - Salerno         | 22-34   | 16 apr. |
| 18 dic. | 32-22  | Casalgrande - Leno      | 28-25   | 16 apr. |
| 18 dic. | 22-24  | Mestrino - Brixen       | 22-27   | 16 apr. |
| 18 dic. | 26-30  | Mezzocorona - C.Magnago | 27-31   | 16 apr. |

## Play-off scudetto

### Tabellone
|  | Semifinali      | Semifinali      | Semifinali      | Semifinali | Semifinali |  |  | Finale          | Finale          | Finale | Finale | Finale |  |
|  |                 |                 |                 |            |            |  |  |                 |                 |        |        |        |  |
|  | Brixen Südtirol | Brixen Südtirol | Brixen Südtirol | 31         | 38         |  |  |                 |                 |        |        |        |  |
|  | Pontinia        | Pontinia        | Pontinia        | 23         | 30         |  |  | Brixen Südtirol | Brixen Südtirol | 25     | 24     | 33     |  |
|  | PDO Salerno     | PDO Salerno     | PDO Salerno     | 22         | 24         |  |  | PDO Salerno     | PDO Salerno     | 28     | 22     | 28     |  |
|  | Mestrino        | Mestrino        | Mestrino        | 20         | 17         |  |  |                 |                 |        |        |        |  |

### Semifinali
| Arbitri: | Gianna Stella Merisi (Gallarate) Andrea Pepe (Sassari) |

|              |           |           |
| Panayotova 9 | Marcatori | Hilber 11 |

| Arbitri: | Giovanni Fato Luigi Guarini (Fasano) |

|                   |           |               |
| Marquez Jabique 6 | Marcatori | Dalla Costa 7 |

| Arbitri: | Marcello Carrino Stefano Pellegrino (Napoli) |

|          |           |              |
| Babbo 10 | Marcatori | Squizziato 7 |

| Arbitri: | Davide Schiavone (Siracusa) Luca Nicolella (Benevento) |

|                |           |            |
| Krnić, Romeo 5 | Marcatori | Biondani 5 |

### Finale
| Arbitri: | Francesco Simone (Altamura) Volodymyr Filonenko (Ucraina) |

|               |           |                          |
| Manojlović 10 | Marcatori | Babbo, Duran, Ghilardi 5 |

| Arbitri: | Stefano Riello (Torri di Quartesolo) Niccolò Panetta (Perinaldo) |

|         |           |               |
| Babbo 6 | Marcatori | Manojlović 11 |

| Arbitri: | Carlo Dionisi Stefano Maccarone (L'Aquila) |

|                |           |            |
| Babbo, Duran 9 | Marcatori | Stettler 9 |

## Play-out retrocessione

### Tabellone
|  | Semifinali      | Semifinali      | Semifinali      | Semifinali | Semifinali |  |  | Finale         | Finale         | Finale         | Finale | Finale |  |
|  |                 |                 |                 |            |            |  |  |                |                |                |        |        |  |
|  | Cellini Padova  | Cellini Padova  | Cellini Padova  | 24         | 20         |  |  |                |                |                |        |        |  |
|  | Mezzocorona     | Mezzocorona     | Mezzocorona     | 32         | 20         |  |  | Cellini Padova | Cellini Padova | Cellini Padova | 22     | 22     |  |
|  | Cassano Magnago | Cassano Magnago | Cassano Magnago | 27         | 30         |  |  | Guerriere Malo | Guerriere Malo | Guerriere Malo | 22     | 25     |  |
|  | Guerriere Malo  | Guerriere Malo  | Guerriere Malo  | 24         | 28         |  |  |                |                |                |        |        |  |

### Semifinali
| Arbitri: | Agnese Venturella Marilisa Sardisco (Palermo) |

|                      |           |           |
| Barresi, Rodriguez 7 | Marcatori | Jovović 6 |

| Arbitri: | Angelo Castagnino Sebastiano Manuele (Siracusa) |

|              |           |                          |
| Šaranović 11 | Marcatori | C. Djiogap, V. Djiogap 8 |

| Arbitri: | Fabio Bocchieri (Ragusa) Nicola Scavone (Marsala) |

|         |           |             |
| Gozzi 6 | Marcatori | Rodriguez 8 |

| Arbitri: | Ismail Id Ammou (Scandiano) Michele Tempone (Fasano) |

|              |           |               |
| C. Djiogap 6 | Marcatori | Gislimberti 7 |

### Finale
| Arbitri: | Giovanni Fato Luigi Guarini (Fasano) |

|             |           |              |
| Rodriguez 9 | Marcatori | C. Dijogap 8 |

| Arbitri: | Gianna Stella Merisi (Gallarate) Andrea Alejandra Pepe (Sassari) |

|              |           |           |
| V. Dijogap 8 | Marcatori | Barresi 8 |

## Statistiche

### Classifica marcatrici
Fonte: sito FIGH.
| Pos. | Giocatrice         | Squadra         | Reti |
| ---- | ------------------ | --------------- | ---- |
| 1.   | Giada Babbo        | Brixen Südtirol | 200  |
| 2.   | Ilenia Furlanetto  | Casalgrande     | 198  |
| 3.   | Ramona Manojlović  | PDO Salerno     | 170  |
| 4.   | Arassay Duran      | Brixen Südtirol | 170  |
| 5.   | Bevelyn Eghianruwa | Cellini Padova  | 163  |
| 6.   | Vanessa Djiogap    | Cellini Padova  | 163  |
| 7.   | Ana Šaranović      | Mezzocorona     | 160  |
| 8.   | Ilaria Dalla Costa | PDO Salerno     | 159  |
| 9.   | Mari Tomova        | Ariosto Ferrara | 154  |
| 10.  | Carelle Djiogap    | Cellini Padova  | 142  |